# Bracknell Town F.C.
Bracknell Town FC là một câu lạc bộ bóng đá có trụ sở tại Sandhurst, Berkshire, Anh. Trực thuộc Hiệp hội bóng đá Berks & Bucks và có biệt danh The Robins, câu lạc bộ hiện thi đấu tại Southern League Premier Division South. Đội bóng có sân nhà ở Sandhurst.

## Danh hiệu
- Isthmian League
  - Nhà vô địch South-Central Division mùa giải 2021–22[4]
  - Nhà vô địch Division Three mùa giải 1993–94
- Spartan League
  - Nhà vô địch Premier Division mùa giải 1982–83[5]
  - Nhà vô địch Senior Division mùa giải 1980–81[5]
  - Nhà vô địch League Cup các mùa giải 1974–75, 1981–82, 1982–83[5][6]
- Hellenic League
  - Nhà vô địch Challenge Cup các mùa giải  2016–17, 2017–18[7]
- Surrey Senior League
  - Nhà vô địch mùa giải 1969–70[5]
  - Nhà vô địch League Cup các mùa giải 1968–69, 1969–70[5]
- Ascot & District League
  - Nhà vô địch các mùa giải 1911–12, 1932–33[5]
  - Nhà vô địch Division Two mùa giải 1913–14[5]
  - Nhà vô địch League Cup mùa giải 1908–09[5]
- Stimulus Cup
  - Nhà vô địch mùa giải 1998–99
- Fielden Cup
  - Nhà vô địch các mùa giải 1950–51, 1968–69, 1969–70, 1974–75, 1976–77, 1977–78, 1978–79, 1982–83
- Berks & Bucks County Senior Trophy
  - Nhà vô địch mùa giải 2016–17[7]
- Reading Senior Cup
  - Nhà vô địch mùa giải 2016–17[8]

## Thống kê
- Thành tích tốt nhất tại FA Cup: Vòng một mùa giải 2000–01[9]
- Thành tích tốt nhất tại FA Trophy: Vòng hai mùa giải 2020–21[9]
- Thành tích tốt nhất tại FA Vase: Tứ kết mùa giải 2017–18[9]
- Record attendance: 2,500 người trong trận đấu với Newquay, FA Amateur Cup, 1971[5]
- Cầu thủ ra sân nhiều nhất: James Woodcock[10]
- Cầu thủ ghi bàn nhiều nhất: Justin Day[10]